# Eric Marsiam

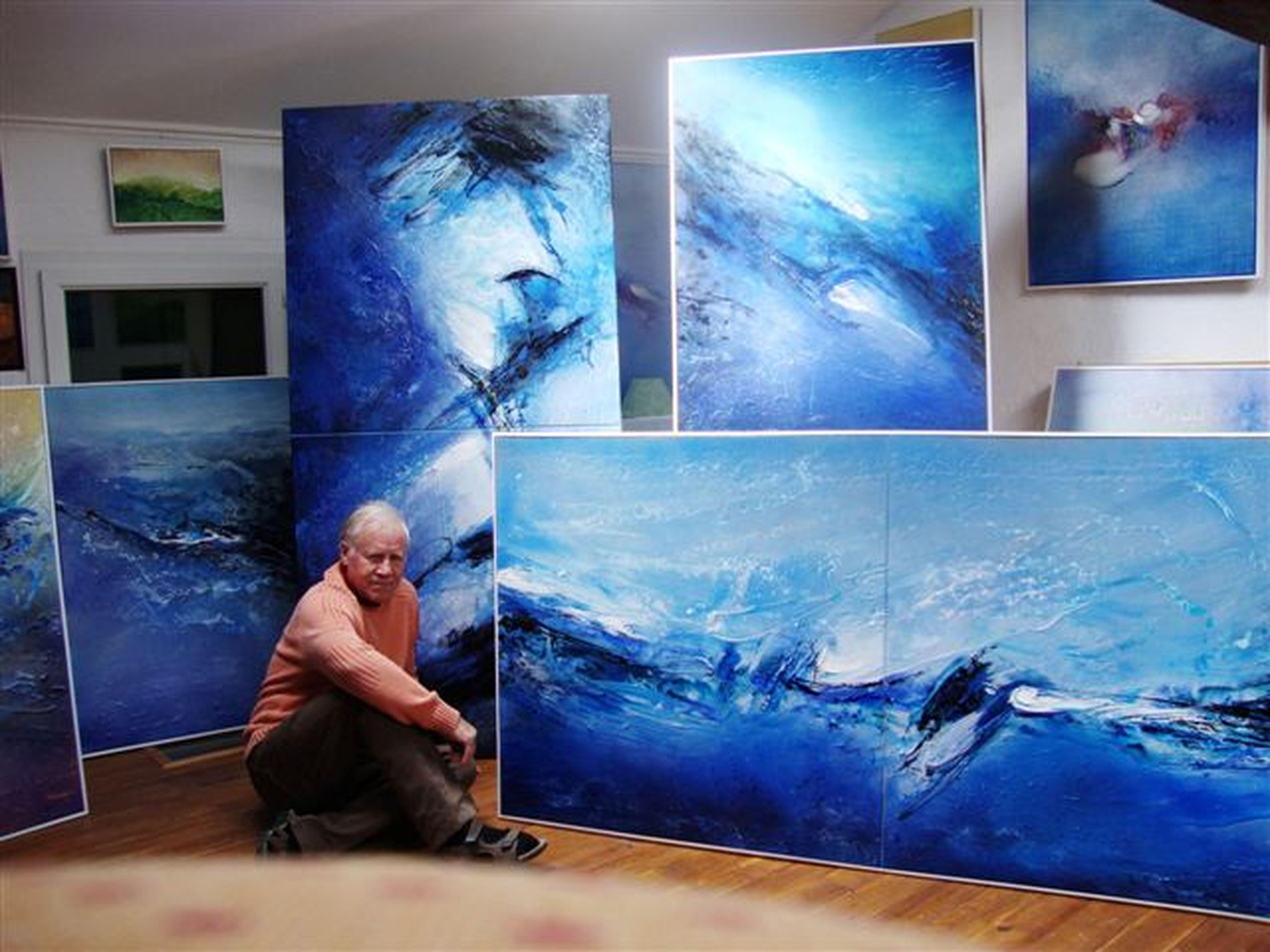

Eric Marsiam, pseudonyme de Jean Andrieu, est un peintre-graveur abstrait, né en 1938 à Montauban (Tarn-et-Garonne). Il vit à Perpignan, son atelier est en montagne, à Las-Illas, dans les « vallées sauvages », au-dessus de Céret (Pyrénées-Orientales).

## Biographie
Il fait ses études aux Beaux-Arts de Toulouse (atelier du peintre Daniel Schintone) atelier supérieur de peinture(atelier Raoul Bergougnan) et à l'École nationale supérieure de Paris (diplômé).
Après avoir fréquenté l'Académie de la Grande Chaumière (atelier d'Yves Brayer), il rencontre les frères Bram et Geer van Velde. Il fait également la connaissance de leur ami, Stanley William Hayter, de l'Atelier 17, à Paris. Dans ce dernier, il obtient le diplôme national de gravure, à la suite de cinq ans de collaboration. En 1966, il obtient le Grand Prix national Signatures, qui lui ouvre les portes de nombreuses expositions de prestige.(1992 De Bonnard à Baselitz ,cabinet des estampes B.N Paris)
Début d'expositions en gravures : l'école de Paris avec l'atelier d'Hayter, Alfred Manessier, Maria Helena Vieira da Silva, Zao Wou-Ki, Léon Zack, etc. Cette exposition tournera dans plusieurs villes de France.
Ex-professeur de dessin à l'Éducation nationale, Eric Marsiam se consacre à la peinture, tout en exerçant le métier de décorateur de théâtre, notamment aux côtés de Jean Anouilh et d'Henry de Montherlant, avec le Grenier de Toulouse et l'Opéra de Paris, les Galas Karsenty et le théâtre Herbert
Ce sont ses voyages à travers le monde , comme ceux au Sahara, en Asie, en Amérique du Sud, qui confèrent l'inspiration à ses œuvres peintes par thème. Il participe à de nombreuses expositions en galeries et musées avec les grands de l'art abstrait. Il est invité, en 1989, parmi 10 artistes par M. Ferrer, délégué de Jean-Noël Jeanneney (ministère de la Culture), pour réaliser une grande peinture à l'exposition du bicentenaire de la Révolution française, itinérante en France et à l'étranger (peinture Incendie de la Bastille, collection Conseil général des Landes).
Eric Marsiam est classé dans les naturalistes informels par les historiens d'art (A. C. Rousseau) avec Mario Prassinos, Olivier Debré et Alfred Manessier. Sélectionné par la Bibliothèque nationale de France (Cabinet des estampes) à des expositions de gravures. En peinture, il participe à l'exposition « Visage de la peinture en 1968 », avec Manessier, Serge Poliakoff, Árpád Szenes, Zao Wou-Ki, etc. (collaboration Denise Renard, galerie Jacob, Paris). L'inauguration du Musée napoléonien d'Antibes aura lieu avec les peintures de Debré et Marsiam.
Il participe à l'exposition « L'Abstraction depuis 1950 », galerie des Trois Ormeaux (maitres contemporains), à Aix-en-Provence en 1978, avec : Alechinski, Kijno, Mathieu, Prassinos, Zao Wou-Ki.

## Style
Les débuts d'Eric Marsiam reposent sur le figuratif. Ses travaux avec l'Atelier 17 s'inscrivent dans l'abstraction en gravure. La « méthode Hayter » se caractérise par un processus d'impression simultanée des couleurs, qui combine gravures en creux et relief afin de lier fond et forme. Il s'en dégage un jeu sur les transparences, les résonances de tons et les matières. De ce fait, Eric Marsiam véhicule dans ses œuvres une grande qualité de perméabilité. Sans titre, ses créations permettent aux regardeurs de libérer leur arbitrarité. Faisant appel à la dialectique de la subjectivité, une relation co-productive nait entre l'artiste, les œuvres et les publics. L'absence d'herméneutique génère l'éveil des sens, l'extériorisation de l'imaginaire.
La technique de la goutte en trompe-l’œil, résultat d'une réserve en gravure sur des plaques de cuivre avec de l'alcool et du pétrole, entre autres, impulse le caractère poétique, voire symbolique, émanant des œuvres d'Eric Marsiam. À son arrivée dans les Pyrénées-Orientales, il découvre le liège et, fasciné par cette écorce, va s'exprimer dans des recherches en « peau de liège », qu'il qualifie comme sa « récréation artistique » en dehors de sa peinture.
De nombreuses expositions suivront : Musée du liège de Palafrugell (Espagne), musée de Mézin, musée du Liège à Maureillas (Pyrénées-Orientales), musée de Revel, musée du Vin et du Négoce de Bordeaux. Il est invité par la municipalité d'Argelès-sur-Mer, en 2009, année de l’environnement, pour présenter des monolithes en liège de 3 à 4 mètres de haut au parc de Valmy, conjointement aux photos de Yann Arthus Bertrand.
En peinture depuis 2011, il participe aux échanges culturels France-Chine. En 2011-Exposition  de peintures au Musée d'art XU-HUI de Shanghai- en.2014, exposition de peintures pour le 50e anniversaire de la relation diplomatique Franco-Chinoise:Exposition à l'institut de peinture traditionnelle  chinoise de Shanghai avec 5 artistes Chinois et 5 artistes Français, en 2016: Exposition de peintures France -Chine organisée par la Ville de Montauban   en  collaboration avec la Bam Gallery de Toulouse 2018 Exposition Franc-Chine  Musée d'art contemporain et d'écriture Chinoise Shanghai . 2019 sélection de peintures pour "Front sans frontière" Musée Bin-Hai de Tian-Jin (Chine).[pas clair]

## Musées
- Duta Art Museum, Jarkata (Indonésie)
- Musée du liège de Palafrugell (Espagne)
- Bibliothèque nationale de France, cabinet des Estampes, Paris (France)
- Musée national des beaux-arts, Paris (France)
- Musée Ingres, Montauban (France)
- Musée Paul-Dupuy, Toulouse (France)
- Musée de Salon et de la Crau, Salon-de-Provence (France)
- Musée Paul Despiau, Mont-de-Marsan (France)
- Musée du Liège, Maureillas (France)
- Musée de Mézin (France)
- Musée du Vin et du Négoce, Bordeaux (France)